# Kościół św. Stanisława w Postoliskach
Kościół św. Stanisława w Postoliskach – parafialny kościół rzymskokatolicki diecezji warszawsko-praskiej, zlokalizowany w centrum wsi Postoliska (powiat wołomiński, województwo mazowieckie).

## Historia
8 czerwca 1540 bracia cioteczni Stanisław Dąbrówka (kanonik wileński i pułtuski) i Andrzej Postolski erygowali tutaj świątynię z drewna (diecezja płocka). Dobroczyńcą kościoła był kasztelan lubelski, Stefan Dobrogost Grzybowski, który w 1633 sfinansował odmalowanie budynku. Być może kościół ten uszkodzono w trakcie potopu szwedzkiego. Odnowioną świątynię konsekrował biskup Andrzej Chryzostom Załuski (marzec 1699). Z uwagi na zły stan techniczny obiekt zamknęły władze carskie w 1850. W 1865 ksiądz Ignacy Romuald Batogowski przystąpił do porządkowania terenu kościelnego i zabudowań. W 1869 ukończył wznoszenie plebanii (rozebranej w 1995). Odnowiono wówczas wnętrze kościoła, ołtarze boczne i chrzcielnicę, zakupiono nowe organy, a dach pokryto blachą.

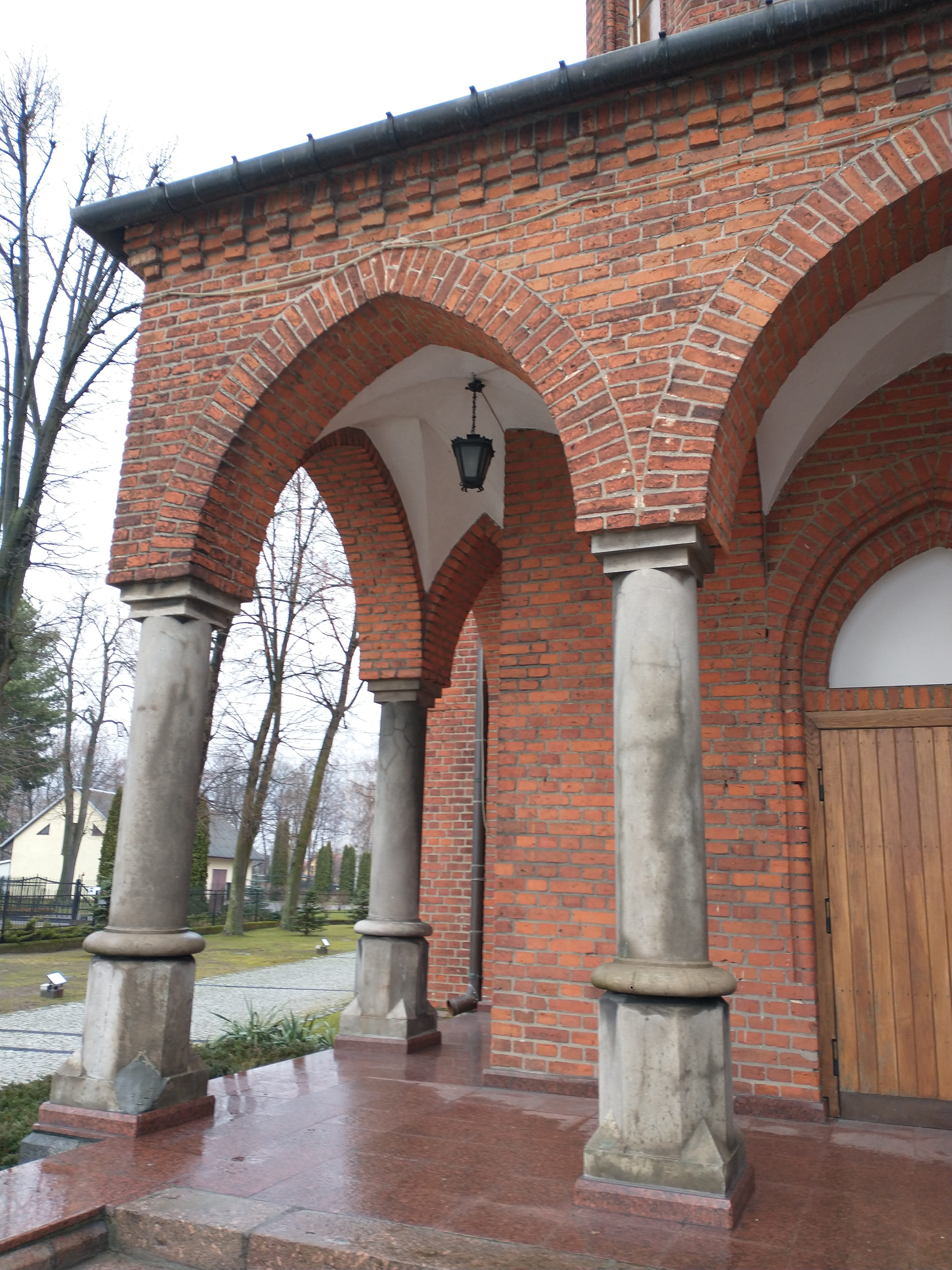
Detal podcieni

W 1907, za probostwa księdza Wacława Koskowskiego, postanowiono wybudować nowy kościół z autoopodatkowania wiernych. Neogotycki obiekt zaprojektował Hugo Kuder. Rosyjski zaborca nie chciał jednak wydać pozwolenia na budowę, do czego doszło dopiero w 1913. W międzyczasie gromadzono materiały budowlane. W Stryjkach zbudowano cegielnię, w której od 1911 do 1917 wypalono milion cegieł różnych typów. Na miejscu wykonano cokół, schody i osiem filarów do prezbiterium. Kamień węgielny wmurował 16 lipca 1913 dziekan radzymiński i kanonik warszawski Aleksander Kobyliński. Pracami budowlanymi kierował Michał Filipowicz z Międzyrzecza. Ze względu na wybuch I wojny światowej główne roboty ustały, część budowniczych powołano do wojska. Mimo tego więźbę dachową zbudował cieśla Jan Getka z Rysia (parafianin). W lipcu 1915 żołnierze rosyjscy na niedokończonej wieży ulokowali karabiny maszynowe, ale wkrótce uciekli ze wsi bez walki. Oddział kozaków zrabował jednak dzwony. W trakcie okupacji niemieckiej roboty przy budowie kontynuowano. Po śmierci Michała Filipowicza kierownictwo prac przejął Józef Block z Łukowa.
25 maja 1919 proboszcz Wacław Koskowski poświęcił kościół. Do parafii przybył tego dnia arcybiskup warszawski Aleksander Kakowski. 26 maja 1919 sufragan warszawski biskup Stanisław Gall dokonał konsekracji kościoła. Mszę koncelebrował arcybiskup Kakowski. Prace wykończeniowe trwały jeszcze po tej dacie. Od 12 do 16 sierpnia 1920 teren parafii okupowali bolszewicy, ale świątynia nie ucierpiała. 
W 1920 w kościele umieszczono dwa obrazy: Serce Pana Jezusa autorstwa Arkadiusza Kowalewskiego (fundacji Józefa Czabańskiego, służącego folwarku z Mokrej Wsi) i Anioł Śmierci namalowany przez Wilhelma Kotarbińskiego (ufundowany przez właściciela Dębinek księcia Michała Woronieckiego). Do nowej świątyni przeniesiono wyposażenie ze starej.
Obiekt przetrwał II wojnę światową bez zniszczeń, mimo że Niemcy zorganizowali w nim szpital polowy, a na plebanii dowództwo. Przed wycofaniem przygotowali świątynię do wysadzenia, jednak dzięki staraniom księdza Romana Bujalskiego i jego matki udało się temu zapobiec. Pozostały do dziś zacementowane otwory, w których umieszczone były materiały wybuchowe.
W latach 1983–1985 ukończono budowę, zaprojektowanej jeszcze przez Hugona Kudera, wieży, co wcześnie odkładano na bliżej nieokreśloną przyszłość. Kościół był odnawiany w latach 1960–1965 oraz w 1989.